# 주 정왕
주 정왕(周 定王)은 주나라의 제21대 왕(재위: 기원전 606년 ~ 기원전 586년)이다. 성은 희(姬), 이름은 유(瑜)이다. 주 경왕의 아들이고, 주 광왕의 동생이다.
| 전 임 형 광왕 반 | 제21대 주나라의 왕 기원전 606년 ~ 기원전 586년 | 후 임 아들 간왕 이 |